# جامعة إنديانا مدرسة الطب
جامعة إنديانا مدرسة الطب (بالإنجليزية: Indiana University School of Medicine)‏ هي إحدى الكليات لتدريس الطب في الولايات المتحدة الأمريكية. تقع في مدينة إنديانابولس في ولاية إنديانا الأمريكية. نوع الشهادة الطبية التي يتم تحصيلها هناك هي دكتور في الطب. وهي جزء من جامعة إنديانا - جامعة بوردو إنديانابوليس.